# Liste des villes jumelées du Brésil
 (octobre 2017).

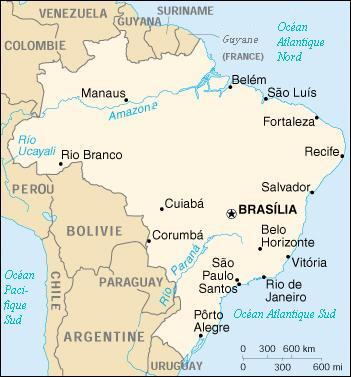
Carte du Brésil.

Cet article donne la liste des villes jumelées du Brésil ayant des liens permanents avec des communautés locales dans d'autres pays. Dans la plupart des cas, en particulier quand elle est officialisée par le gouvernement local, l'association est connue comme « jumelage » (même si d'autres termes, tels que « villes partenaires », Sister Cities ou « municipalités de l'amitié » sont parfois utilisés). La plupart des endroits sont des villes, mais cette liste comprend aussi des villages, des districts, comtés, etc., avec des liens similaires.
États du Brésil
| Les 27 unités fédérales du Brésil 1. Acre (AC) 2. Alagoas (AL) 3. Amapá (AP) 4. Amazonas (AM) 5. Bahia (BA) 6. Ceará (CE) 7. Espírito Santo (ES) 8. Goiás (GO) 9. Maranhão (MA) 10. Mato Grosso (MT) 11. Mato Grosso do Sul (MS) 12. Minas Gerais (MG) 13. Pará (PA) 14. Paraïba (PB) 15. Paraná (PR) 16. Pernambouc (PE) 17. Piauí (PI) 18. Rio de Janeiro (RJ) 19. Rio Grande do Norte (RN) 20. Rio Grande do Sul (RS) 21. Rondônia (RO) 22. Roraima (RR) 23. Santa Catarina (SC) 24. São Paulo (SP) 25. Sergipe (SE) 26. Tocantins (TO) 27. District fédéral (DF) |

- Haut – A
- B
- C
- D
- E
- F
- G
- H
- I
- J
- K
- L
- M
- N
- O
- P
- Q
- R
- S
- T
- U
- V
- W
- X
- Y
- Z

Classement par État fédéral

## Acre
- Rio Branco

## Amazonas
- Manaus

## Pará
- Pará (État)
- Belém
- Castanhal
- Santarém

## Maranhão
- Cantanhede
- Viana

## Piauí
- Teresina

## Ceará
- Aquiraz
- Aracati
- Fortaleza

## Rio Grande do Norte
- Natal

## Paraíba
- Campina Grande
- Cabedelo

## Pernambuco
- Pernambouc (État)
- Cabo de Santo Agostinho
- Caruaru
- Igarassu
- Jaboatão dos Guararapes
- Olinda
- Paulista
- Petrolina
- Recife

## Alagoas
- Alagoas (État)
- Marechal Deodoro

## Sergipe
- Aracaju

## Bahia
- Juazeiro
- Porto Seguro
- Salvador

## Minas Gerais
- Barbacena
- Belo Horizonte
- Bom Despacho
- Congonhas
- Contagem
- Diamantina
- Governador Valadares
- João Pinheiro
- Poços de Caldas
- Uberaba
- Uberlândia

## Espírito Santo
- Iúna
- São Mateus
- Vitória

## Rio de Janeiro
- État de Rio de Janeiro
- Barra Mansa
- Cabo Frio
- Niterói
- Nova Friburgo
- Paraty
- Petrópolis
- Rio de Janeiro
- Teresópolis

## São Paulo
- São Paulo (État)
- Atibaia
- Bastos
- Bauru
- Bragança Paulista
- Campinas
- Campos do Jordão
- Catanduva
- Cotia
- Cubatão
- Diadema
- Embu
- Guararapes
- Guaratinguetá
- Guarujá
- Guarulhos
- Ibiporã
- Ibiúna
- Jandira
- Jaguariúna
- Jundiaí
- Limeira
- Marília
- Mauá
- Mogi das Cruzes
- Osasco
- Peruíbe
- Registro
- Ribeirão Preto
- Salesópolis
- Santa Gertrudes
- Santo André
- Santos
- São Bernardo do Campo
- São Caetano do Sul
- São Carlos
- São José do Rio Preto
- São José dos Campos
- São Miguel Arcanjo
- São Paulo
- São Sebastião
- São Vicente
- Sorocaba
- Suzano
- Taubaté
- Ubatuba

## Paraná
- Paraná (État)
- Curitiba
- Guarapuava
- Londrina
- Maringá
- Paranaguá
- Ponta Grossa
- São José dos Pinhais

## Santa Catarina
- Balneário Camboriú
- Blumenau
- Canoinhas
- Criciúma
- Florianópolis
- Fraiburgo
- Itajaí
- Joinville
- São Francisco do Sul
- Urussanga

## Rio Grande do Sul
- Rio Grande do Sul (État)
- Arambaré
- Aratiba
- Bento Gonçalves
- Carlos Barbosa
- Casca
- Encantado
- Garibaldi
- Gramado
- Ilópolis
- Nova Petrópolis
- Nova Prata
- Novo Hamburgo
- Pelotas
- Porto Alegre
- Rio Grande
- Santa Cruz do Sul
- Santa Maria
- Santa Tereza
- Santana do Livramento
- Santo Ângelo
- São Borja
- São Vendelino

## Distrito Federal
- Brasilia
- Taguatinga

## Goiás
- Goiânia

## Mato Grosso do Sul
- Campo Grande
- Coronel Sapucaia
- Corumbá

## Sources
- (en) Cet article est partiellement ou en totalité issu de l’article de Wikipédia en anglais intitulé « List of twin towns and sister cities in South America#Brazil » (voir la liste des auteurs).